# Représentations diplomatiques de Saint-Christophe-et-Niévès

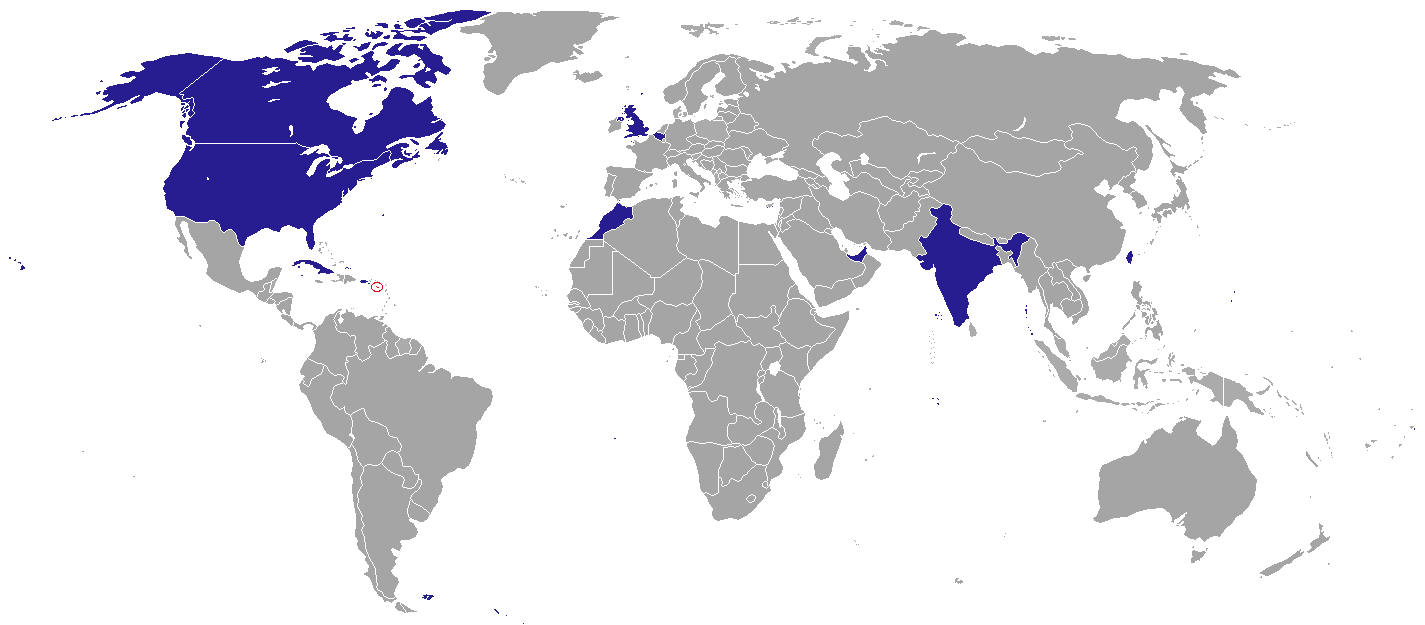
Pays disposant de représentations diplomatiques pour Saint-Christophe-et-Niévès.

Cette liste des représentations diplomatiques de Saint-Christophe-et-Niévès, recense les missions diplomatiques et ambassades qui opèrent sous l'autorité du ministère des Affaires étrangères de Saint-Christophe-et-Niévès. 
Cette île des Caraïbes a une présence diplomatique modeste. En particulier, sa représentation auprès de l'Union européenne à Bruxelles est partagée avec d'autres États des Caraïbes orientales. 
Cet État reconnaît la République de Chine (Taïwan) et a par conséquent une ambassade à Taipei.

## Afrique
- Maroc
  - Rabat (ambassade)

## Amérique
- Canada
  - Ottawa (haute commission)
- Cuba
  - La Havane (ambassade)
- États-Unis d'Amérique
  - Washington (ambassade)
  - Los Angeles (consulat général)
  - New York (consulat général)

## Asie
- Émirats arabes unis
  - Abou Dabi (ambassade)
- Taïwan
  - Taipei (ambassade)

## Europe
- Belgique
  - Bruxelles (ambassade)
- Royaume-Uni
  - Londres (haute commission)

## Organisations multilatérales
- Bruxelles  (mission permanente auprès de l'Union européenne)
- New York (mission permanente auprès de l'Organisation des Nations unies)
- Washington (mission permanente auprès de l'Organisation des États américains)

## Gallery

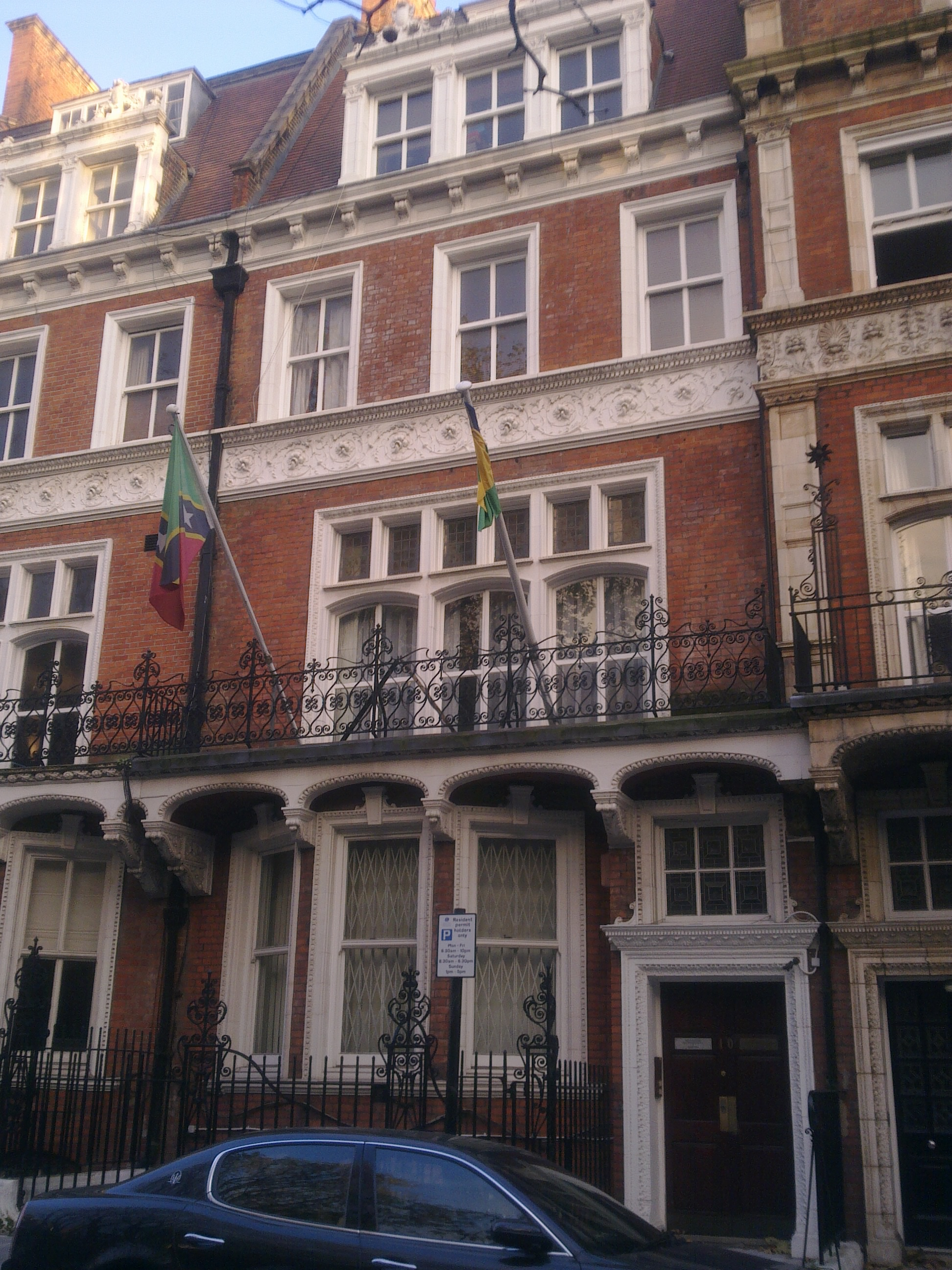
Haute Commission à Londres
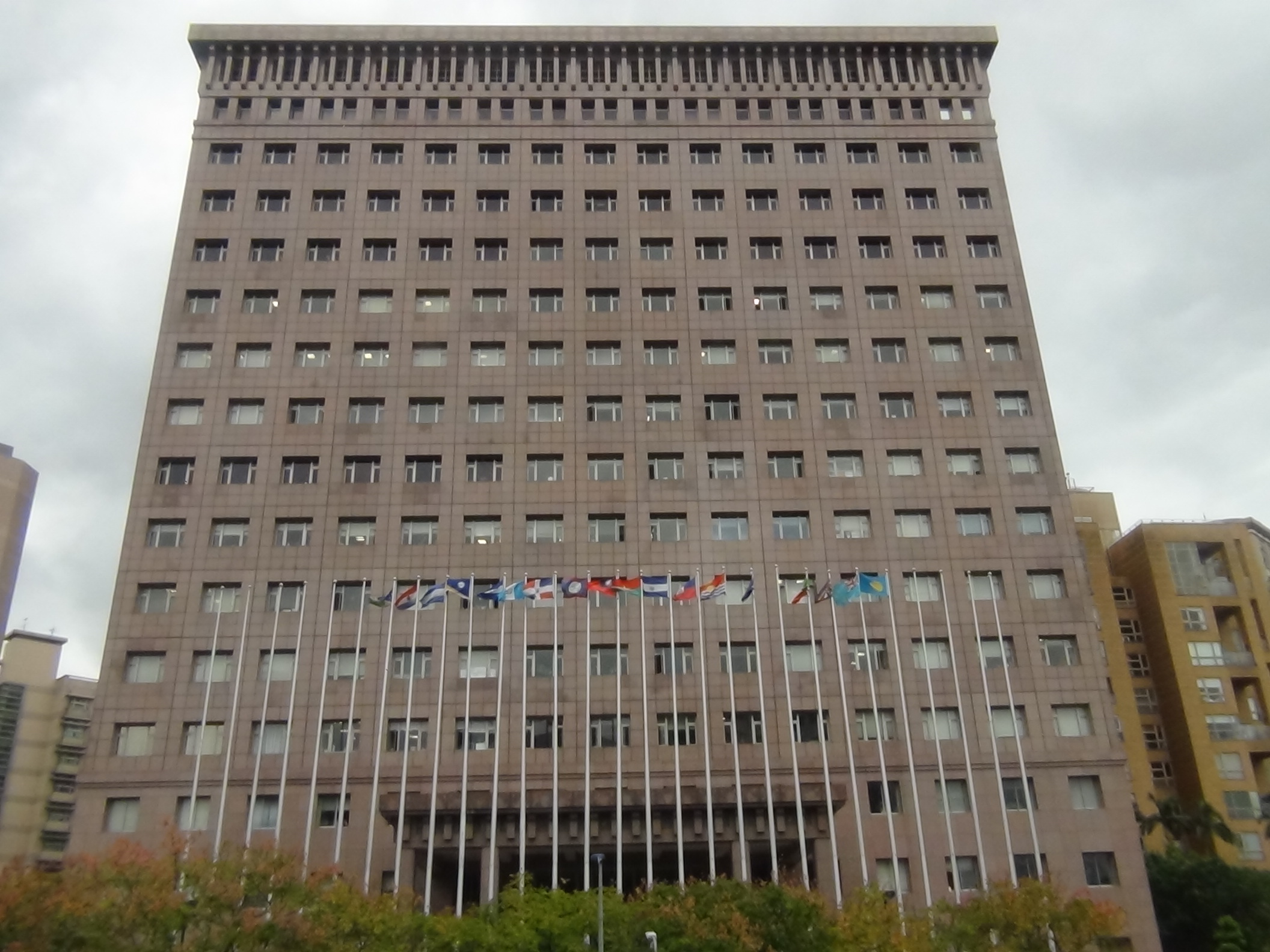
Ambassade à Taipei
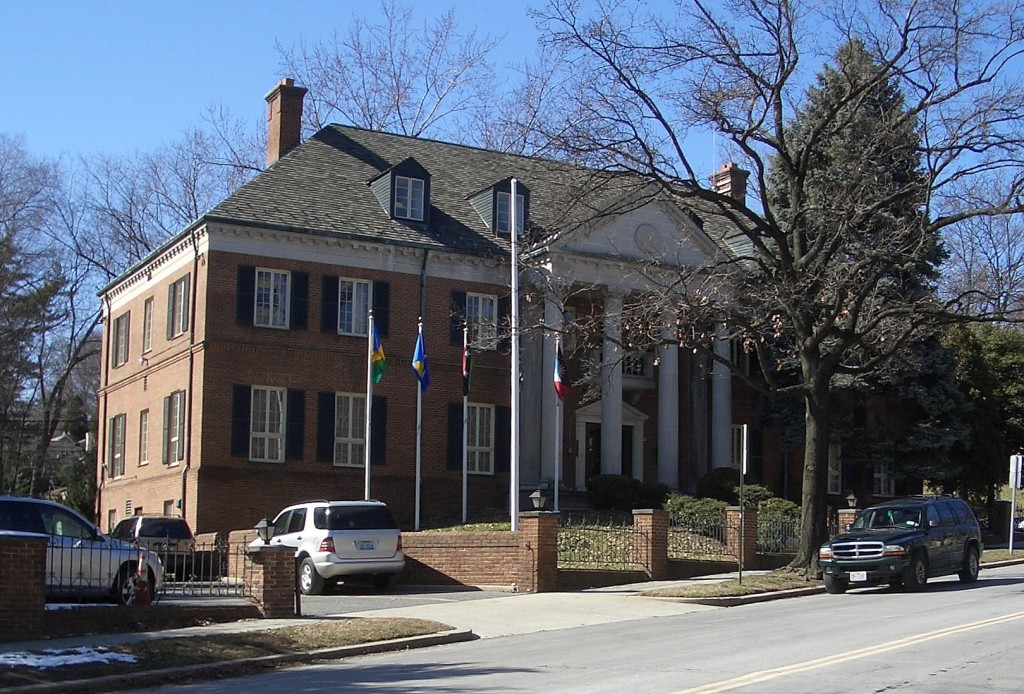
Ambassade à Washington

## Référence
- Ministère des Affaires étrangères de Saint-Christophe-et-Niévès